# La casa de la palmera
La casa de la palmera és una pintura de Joan Miró i Ferrà. Es tracta d'un oli sobre tela que actualment forma part de la col·lecció del Museu Nacional Centre d'Art Reina Sofia de Madrid.

## Descripció
Aquesta és una obra característica del període detallista de la pintura de Joan Miró (entre 1918 i 1922), una època durant la qual l'artista passà els estius a Mont-roig del Camp treballant en una pintura on tots els elements tenien la mateixa dosi de protagonisme en el conjunt de l'obra, resolta amb gran minuciositat, de tal manera que sembla que el pintor hagi elaborat un registre d'objectes sobre la tela. L'absència dels efectes propis de la pintural a plein air i la intensitat descriptiva de l'obra li donen un aire oníric i gairebé irreal, proper a la pintura naïf que en aquella època estava despuntant a París.
| «           | El que m'interessa per sobre de tot és la cal·ligrafia d'un arbre o de les teules d'un teulat, fulla per fulla, branca per branca, bri d'herba per bri d'herba. | » |
| — Joan Miró | |   |

L'obra mostra una vista del Mas d'en Romeu, un edifici proper al Mas Miró que s'erigeix com a arquetip d'allò que envoltava els estius de joventut de l'artista. Aquesta pintura, tot i ser un pas previ a la gran obra del període detallista de Joan Miró, La Masia, és considerada la primera gran fita creativa de l'artista, que va començar a decantar-se més clarament vers una estètica surrealista a partir de 1923.